# Suren Mikajelian
Suren Aghasi Mikajelian (orm. Սուրեն Աղասու Միքայելյան, ros. Сурен Агасиевич Микаелян, ur. 1911 w Artiku w guberni erywańskiej, zm. 17 marca 1995 w Erywaniu) – działacz partyjny i państwowy Armeńskiej SRR.

## Życiorys
W 1931 ukończył technikum pedagogiczne w Leninakanie (obecnie Giumri) i został nauczycielem, od 1931 należał do WKP(b). Był sekretarzem i I sekretarzem rejonowego komitetu Komsomołu Armenii, a od 25 października 1937 do 1939 I sekretarzem KC Komsomołu Armenii. Od 1939 do października 1940 kierował Wydziałem Organizacyjno-Instruktorskim KC Komunistycznej Partii (bolszewików) Armenii, od 2 października 1940 do 16 listopada 1943 był III sekretarzem, następnie do 25 października 1947 II sekretarzem KC KP(b)A. W 1947 ukończył studia na Wydziale Historycznym Armeńskiego Państwowego Instytutu Pedagogicznego im. Abowiana, od 1947 do 1949 studiował w Wyższej Szkole Partyjnej przy KC WKP(b), od 4 stycznia 1949 do 1955 był ministrem oświaty Armeńskiej SRR. Od 1955 do 1959 był szefem Wydziału Kadr i Instytucji Edukacyjnych Ministerstwa Gospodarki Rolnej Armeńskiej SRR, 1959-1962 szefem Głównego Zarządu Kształcenia Zawodowo-Technicznego przy Radzie Ministrów Armeńskiej SRR, a 1962-1971 przewodniczącym Państwowego Komitetu Rady Ministrów Armeńskiej SRR ds. kształcenia zawodowo-technicznego.

## Odznaczenia
- Order Lenina
- Order Rewolucji Październikowej
- Order Czerwonego Sztandaru Pracy
- Order „Znak Honoru” (23 listopada 1940)